# 444 p.n.e.
| [ Edytuj tabelę ] |                                                                            |
| Władca Chin       | - 469 p.n.e. Zhendingwang 441 p.n.e.                                       |
| Król Kartaginy    | - 480 p.n.e. Hannon 440 p.n.e.                                             |
| Król Macedonii    | - 448 p.n.e. Perdikkas II 413 p.n.e.                                       |
| Władca Persji     | - 465 p.n.e. Artakserkses I 424 p.n.e.                                     |
| Król Sparty       | - 459 p.n.e. Plejstoanaks 409 p.n.e. - 469 p.n.e. Archidamos II 427 p.n.e. |
| Król Sydonu       | - 450 p.n.e. Baalszalim 426 p.n.e.                                         |
| Król Syngalezów   | - 454 p.n.e. Tissa 437 p.n.e.                                              |
| Król Tracji       | - 445 p.n.e. Sitalkes 424 p.n.e.                                           |

Rok 444 p.n.e.
stulecia: VI wiek p.n.e. ~
V wiek p.n.e. ~
IV wiek p.n.e.

lata: 454 p.n.e. «
448 p.n.e. «
447 p.n.e. «
446 p.n.e. «
445 p.n.e. «
444 p.n.e. »
443 p.n.e. »
442 p.n.e. »
441 p.n.e. »
440 p.n.e. »
434 p.n.e.

## Wydarzenia
- Protagoras ułożył prawa dla nowej kolonii Aten w Turioj w południowej Italii
- Początek rządów Peryklesa w Atenach

## Urodzili się
- Antystenes – grecki filozof, twórca cynizmu (data sporna lub przybliżona)
- Agesilaos II – król Sparty (zm. 360 p.n.e.)